# La Herradura (Almería)
La Herradura es una pequeña localidad y pedanía española perteneciente al municipio de Pulpí, en la provincia de Almería. Está situada en la parte nororiental de la comarca del Levante Almeriense. A tan solo 750 metros del límite con la Región de Murcia, cerca de esta localidad se encuentran los núcleos de El Molino, Los Canos, Los Aznarez, Pozo de la Higuera de Almería y Pozo de la Higuera de Murcia.

## Demografía
Según el Instituto Nacional de Estadística de España, en el año 2020 La Herradura contaba con 8 habitantes censados, lo que representa el 0,08% de la población total del municipio.

### Evolución de la población
| Gráfica de evolución demográfica de La Herradura entre 2010 y 2020 |
|                                                                    |
| Datos según el nomenclátor publicado por el INE.                   |

## Comunicaciones

### Carreteras
La principal vía de comunicación que transcurre junto a esta localidad es:
| Identificador | Denominación                                       | Itinerario                     |
| ------------- | -------------------------------------------------- | ------------------------------ |
| A-1201        | Carretera de A-332 a Límite de la Región de Murcia | Los Lobos - Pozo de la Higuera |

Algunas distancias entre La Herradura y otras ciudades:
| Ciudades      | Distancia (km) |
| ------------- | -------------- |
| Pulpí         | 3              |
| Huércal-Overa | 22             |
| Murcia        | 110            |
| Almería       | 114            |
| Granada       | 212            |